# 海城中学校・高等学校
海城中学校・高等学校（かいじょうちゅうがっこう・こうとうがっこう、英: Kaijo Junior & Senior High School）は、東京都新宿区大久保に所在し、中高一貫教育を提供する私立男子中学校・高等学校。

## 概要
本校は1891年、海軍少佐古賀喜三郎によって、海軍兵学校などへの進学を目指す「海軍予備校」として創立された。現在は、建学の精神「国家・社会に有為な人材の育成」を時代に即して具現化し、「リベラルでフェアな精神」「思いやりの心」「民主主義を守る意思」「明確に意思を伝える能力」を備えた理想的な人物を「新しい紳士」と名付け、その育成に取り組んでいる。
かつて中学と高校の両方で生徒募集を行っていたが、2011年以降は中学募集のみとし、現在は完全中高一貫校である。また1989年以降、帰国生も受け入れている。

### 教育方針
- 建学の精神 - 国家・社会に有為な人材の育成
- 教育理念 - 公正基底的リベラリズム（自由主義）
- 教育目標 - 新しい紳士（ニュー・ジェントルマン）の育成

## 沿革

### 概説

#### 海軍予備校時代

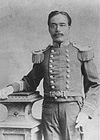
古賀喜三郎

本校は1885年、漢学者の新楽金橘によって創設された私塾「余力学舎」を前身としている。余力学舎は「東京英華学校」「海軍兵医学校予備校」と名を変えながら、既に海軍兵学校などへ卒業生を送り出していたが、校務刷新のため一旦閉じられることとなった。このとき海軍少佐古賀喜三郎によって新たに創立されたのが「海軍予備校」である。1891年のことであった。かねてから海軍将官の人材不足を憂慮し、若手の教育の必要性を痛感していた古賀は、残りの全生涯・全財産を学校教育に捧げることになったのである。
創立間もない頃の海軍予備校は、海軍兵学校や海軍機関学校の志願者の基礎教育を目標に掲げ、専ら「海軍予備科」であることを標榜していた。最初の6年で生徒数は3倍にも膨れ上がり、移転・拡張を繰り返した（詳しくは後述）。そして進学実績も急速な伸びをみせ、最盛期には海軍兵学校合格者の3分の1近くが本校の卒業生であった。しかしこの急拡大が仇となり、本校はその存立を脅かされることになる。

#### 日比谷中学校・海城学校時代
1886年の中学校令（第一次）以降、各府県に一校を基準に官立尋常中学校が設けられ、この卒業者には上級学校（高等学校、高等商業学校、札幌農学校など）へ無試験で入学できる特典が与えられた。一方で海軍兵学校や陸軍士官学校などの志願者には、例外なしで選抜試験が課され、これら軍学校は海軍予備校をはじめとする私立学校出身者の独擅場となっていた。この状況は、官立学校において中途退学者が後を絶たない事態を招き、官立尋常中学校長会等から「尋常中学校卒業を以て海軍兵学校及同機関学校へ入学する者の唯一の資格」とする旨の要望が出されるに至った。こうして政府は学校制度の改革に乗り出すこととなる。
調整は難航したが、結果として、学力善良・品行端正かつ海軍大臣認定校の卒業者に対して、海軍兵学校特別試験の受験資格が与えられることとなり、本校もこの認定校の一つとなった。一方で本校は、通常の尋常中学校に準じた教育内容の充実と、「海軍」を冠する校名の変更を指示され、1899年新たに「日比谷中学校」を設置、そして1900年には「海軍予備校」を「海城学校」と改称した。
以後本校は、海城学校と日比谷中学校を並立する形で存続することになったが、各校の目標が明確化されたことにより一層の充実が図られた。しかし、この時期から本校では海軍以外を志望する生徒が増えはじめ、また他の一般的な中学校から海軍兵学校へ進学する者も増えていった。明治の終わりにかけて、本校の軸足は、海軍を目指すことから高等諸学校を目指すことへと移っていくのである。

#### 海城中学校（旧制）時代
1905年、日比谷中学校と海城学校予科に閉鎖命令が下された。この詳しい経緯については不明だが、日比谷中学校と海城学校の二校が同じ敷地内に併存し、相互に生徒の転出入があったことが、文部省に受け入れられなかったものと考えられる。本校は文部省の意向に沿って組織を刷新し、新たに「海城中学校」（旧制）を設立することで、存続の危機を乗り切ることができた。一方で、このとき閉鎖を免れた海城学校本科は徐々に生徒数を減らし、1931年には廃止された。
1914年、創立者古賀喜三郎が逝去した。以後は後事を託された海軍少将吉見乾海のもとで、現在への礎が築かれていくことになる。大正期には、海軍士官風の新制服に加え、現校歌の原型ができあがった。さらに昭和に入ると、校地が現在の場所へ移された（詳しくは後述）。専ら海軍士官の養成を目標としていた頃の名残は、この時点で既に校章や制服に残るのみとなり、ほとんどの卒業生が上級学校（高等学校や大学予科など）へ進学する状況となっていた。
ところが、校長が海軍中将島祐吉に替わる頃には、戦争が生徒たちの学びの場を奪っていた。当初は1日限りのものが多かった勤労動員も、年を追うごとに過酷さを増し、戦争末期には上級生は東京光学や中島飛行機の工場へ通う日々であった。1945年4月13日夜の空襲では、ついに講堂が全焼。駆けつけた生徒や教員の懸命の消火活動により、本館建物が被害を免れたのは不幸中の幸と言えよう。この苦難のなかにあって、世間では勉強は二の次のもの、特に英語は敵国の言語だとして軽視されていた。しかし当時の島校長は、国難のときこそ学業を疎かにすべきでないとの見識から、英語を含め、教育活動の維持・充実に全力を注いでいた。
こうして1945年8月、戦争が終結した。海軍出身であった島校長は身を引くこととなったが、本校は学制改革を経て、「海城中学校」（新制）・「海城高等学校」（新制）として再出発の時を迎えたのであった。

### 年表
- 1885年（明治18年） - 漢学者の新楽金橘が、前身の「余力学舎」を芝区三田（現・港区三田）に創立。
- 1886年（明治19年） - 余力学舎を「東京英華学校」と改称。
- 1888年（明治21年） - 
  - 麻布区桜田町（現・港区西麻布）に移転。
  - 麻布区仲ノ町（現・港区六本木）に移転。
  - 東京英華学校を「海軍兵医学校予備校」と改称。
- 1890年（明治23年） - 麹町区元園町（現・千代田区麹町）に移転。
- 1891年（明治24年） - 
  - 海軍兵医学校予備校を一旦廃校とする。
  - 海軍少佐古賀喜三郎が私財を投じ、「海軍予備校」を創立。
- 1896年（明治29年） - 麹町区下弐番町（現・千代田区二番町）に分教場を設置。
- 1897年（明治30年） - 麹町区八重洲町（現・千代田区丸の内）の仮校舎に本校・分校ともに移転。
- 1899年（明治32年） - 
  - 麹町区霞関町（現・千代田区霞が関）の新校舎に移転。
  - 新校舎内に「日比谷中学校」を併設。
- 1900年（明治33年） - 海軍省の要請により、海軍予備校を「海城学校」と改称。
- 1902年（明治35年） - 海城学校校友会・日比谷中学校校友会を合併し、学友会が発足。
- 1906年（明治39年） - 
  - 日比谷中学校閉鎖。
  - 「海城中学校」（旧制）発足。
  - 財団法人海城学校認可。
- 1914年（大正3年） - 
  - 古賀喜三郎、逝去。学校葬を挙行。
  - 海軍少将吉見乾海、理事長・校長に就任。
- 1921年（大正10年） - 同窓会組織「海原会」発会。
- 1927年（昭和2年） - 豊多摩郡大久保町（現・新宿区大久保）に移転。
- 1930年（昭和5年） - 千葉県館山町那古（現・館山市那古）に「那古寮」完成。
- 1931年（昭和6年） - 
  - 財団法人海城学校を財団法人海城中学校と改称。
  - 海城学校を廃止。
- 1942年（昭和17年） - 吉見乾海、逝去。学校葬を挙行。
- 1943年（昭和18年） - 保護者会が発足。
- 1944年（昭和19年） - 太平洋戦争激化により、生徒が勤労動員に出動。
- 1947年（昭和22年） - 学制改革により、「海城中学校」（新制）発足。
- 1948年（昭和23年） - 
  - 学制改革により、「海城高等学校」（新制）発足。
  - 保護者会を解散し、海城中学・高等学校PTAが発足。
- 1951年（昭和26年） - 財団法人海城中学校を学校法人海城学園に組織変更。
- 1959年（昭和34年） - 長野県北佐久郡軽井沢町に「浅間寮」完成。
- 1988年（昭和63年） - 千葉県安房郡富浦町（現・南房総市富浦町）に「富浦寮」完成。
- 1991年（平成3年） - 百周年記念式典挙行。
- 2007年（平成19年） - 海城中学・高等学校後援会が発足。
- 2011年（平成23年） - 高等学校での生徒募集を停止し、完全中高一貫校化。

### 校地の変遷
元園町校舎（1891年 - 1897年）
麹町区元園町二丁目四番地（現在の千代田区麹町3-8-3、麹町学園女子中学校・高等学校）。海軍予備校発祥の地。
下弐番町分教場（1896年 - 1897年）
麹町区下弐番町七十一番地（現在の千代田区二番町14-3-4、日本テレビ番町スタジオ）。生徒数増加に伴い校舎が手狭になったため、この地に分教場が設置された。
八重洲町校舎（1897年 - 1899年）
麹町区八重洲町二丁目一番地（現：千代田区丸の内1-9、東京駅丸の内駅前交通広場（南部）付近）。この地に建っていた旧司法省の建物を宮内省より下賜され、その一部を解体し霞関町新校舎の建設に充てるかたわら、残りの部分を仮校舎とした。もと旧幕府老中役宅であったこの広大な屋敷が手に入ったのは、創立者古賀喜三郎が有栖川宮威仁親王ら皇族と繋がりをもっていたためと考えられる。なお、この時から大久保への移転まで本校正門として使用された「武家屋敷門」は、後に国の重要文化財に指定され、現在は山脇学園中学校・高等学校で主要な行事の際に開放されている。
霞関町校舎（1899年 - 1927年）
麹町区霞関町二丁目一番地（現：千代田区霞が関1-2-2、中央合同庁舎第5号館）。霞が関官庁街の国有地を30年間借用する契約が成り、移転。正面は日比谷公園、隣には海軍省という一等地であった。この地を確保できたのは、古賀喜三郎が海軍出身だっただけでなく、娘婿の江頭安太郎（当時海軍省勤務、のち海軍中将）の働きに負うところが大きかった。
大久保町校舎（1927年 - 現在）
豊多摩郡大久保町字百人町（現：新宿区大久保3-6-1）。1925年、関東大震災後の帝都復興事業に伴い、借用期限が迫っていた霞が関の校地は大蔵省に返還されることになった。調整は難航したが、ときの校長吉見乾海の尽力や海軍省の好意などにより、新校地は陸軍練兵場隣接の戸山ヶ原の一角に決定。数度にわたる拡張や国有地部分の買収を経て、現在に至る。

## 所在地・交通アクセス

### 所在地
東京都新宿区大久保 3丁目6番1号

### 交通アクセス
| 路線名             | 最寄駅     | 徒歩所要時間 |
| ------------------ | ---------- | ------------ |
| JR山手線           | 新大久保駅 | 5分          |
| 東京メトロ副都心線 | 西早稲田駅 | 8分          |
| JR中央・総武線     | 大久保駅   | 10分         |
| JR山手線           | 高田馬場駅 | 12分         |
| 東京メトロ東西線   | 高田馬場駅 | 12分         |
| 東京メトロ副都心線 | 東新宿駅   | 12分         |
| 都営大江戸線       | 東新宿駅   | 12分         |

（出典 ）

## 象徴
校名
一般に「海城」と言うと「海辺に建つ城」のことを指すが、1900年に名付けられた本校の校名は、「海の城、すなわち戦艦のことだ」と伝えられている。
校章
創立当初の校章は、錨に「Navy School」の頭文字「NS」をあしらったものだった。これは海軍士官と取り違えられるほど海軍の徽章に似ていたため、当時の生徒たちにとって大きな誇りであった。しかし戦後の民主化の流れのなかで、海軍を想起させる校章は改められることとなり、1946年、小判型に「海中」の校章が定められた。ところが、こちらは生徒からの評判が良くなかったため作り直され、翌1947年、「Kaijo School」の頭文字「KS」を帆形に模様化した現校章が誕生した。この「KS」の校章は、当時本校教諭であった利根山光人の創案によるものである。
校旗
現在の校旗は「KS」の校章をあしらったもので、1961年に制定された。終戦時までの校旗は、赤地に白の「NS」校章と波型を配し、縁には紫色の房が付いた軍旗風のものであった。
校歌
作詞は本校国語教諭・品田聖平、作曲は本校初の音楽教諭・向出利雄である。武島羽衣の校閲を経て、1923年に発表された。
制服
黒色の詰襟標準学生服に、金色の校章入りボタンである。過去には、海軍兵学校式の七つボタンの制服（1892年 - 1915年）や、海軍士官風の蛇腹にホックの制服（1915年 - 1942年）などがあった。
スクールカラー
海に縁が深い歴史から、スクールカラーは青である。また入学年ごとに青、赤、緑の各色が割り当てられ、学年を区別しやすいようにしている。
校風
「質実剛健・リベラルでスマート」を校風として標榜している。

## 学校施設
28,000m2ほどの敷地内に、1号館から5号館の校舎に加え、体育館、部室棟、カフェテリアなどが建つ。本館（2号館）は2006年に増築竣工した。また近年は校舎の建て替えが進んでいる。Science Center（3号館）は2021年に完成 、5号館は現在建て替え工事中で、4号館も将来的な建て替えが決定されている。（2025年4月現在）
運動施設
山手線の内側にある学校としては最大級の約13,000m2のグラウンドをはじめ、アリーナ、オムニコート(2面)、屋外プール、柔道場、剣道場、弓道場、トレーニングジムなどを備える。また、前庭も生徒の自由な活動の場として利用されている。
特別教室
特別教室としては、物理・化学・生物・地学の各実験室、共同実験室、合同教室、階段教室、音楽教室、美術教室、デッサン教室、書道教室、技術室、家庭科室、コンピューター教室、進路相談室、海外大学進学相談室、グローバル教育室、ICT教育室、カウンセラー室などがある。他に、カフェテリア（3階建ガラス張りの食堂オープンスペース）、図書館（蔵書数約60,000冊）、講堂（約450名収容）、多目的ホールなどを備える。

## 学校行事
一学期（4月 - 7月）、二学期（9月 - 12月）、三学期（1月 - 3月）の三学期制。以下、主な学校行事について述べる。
- 4月 - 入学式
- 5月 - スポーツ大会（高校）
- 9月 - 
  - 海城祭
  - 体育祭（中学）
- 11月 - 創立記念日
- 3月 - 
  - 中学卒論発表会
  - 卒業式

（出典）
海城祭
中高合同で行われる文化祭。文化祭実行委員会を中心に、生徒たちが一丸となって企画・運営する。毎年9月中旬に2日間にわたって行われ、例年2万名以上の来校がある。2020年度は新型コロナウイルスの影響によりオンラインでの開催となったが、2023年度より一般公開を再開した。
体育祭
中学生を対象にした運動会。生徒会と体育祭実行委員会が中心となって実施される。
スポーツ大会
高校生を対象にした運動会。スポーツ大会実行委員会を中心に、生徒自身の手で企画・運営される。学年ごとにクラス対抗で行われ、これまでにドッジボール・サッカー・バスケットボール・バレーボール・リレー走・ボッチャなど、多様な種目が採用されている。
山の家
中学1年生全員を対象に、湖や森林に囲まれた自然環境のなか、ハイキングやオリエンテーリングなどを通じて、連帯感や協調性、自然保護の大切さを学ぶ。伝統的に長野県軽井沢町の「浅間寮」で行われてきたが、2016年に落石事故が発生し、以後は箱根方面への研修旅行に変更された。2019年は新潟県中魚沼郡津南町で行われたが、2021年はコロナウイルスの影響で中止された。近年は宿泊研修と称して、津南町や群馬県利根郡みなかみ町などで実施されている。
海の家
中学1年生の夏休みに、長距離遠泳や自然観察などを通じて、団体生活を学ぶ伝統行事。挨拶の徹底など規律が厳しいことで知られ、千葉県南房総市富浦町にある「富浦寮」を拠点に行われていた。東日本大震災の影響で、2011年度以降は実施されていない。
スキー教室
スキーを通じて体力向上と生徒相互の親睦を図るため、主に中学1年生の希望者を対象に実施されている。
海外研修
希望者のうち面接やスピーチなどの選考を通過した生徒が、2週間ほど米英などに短期留学するプログラムである。

## 特色ある教育
社会科総合学習
生徒自ら設定したテーマについて、文献を調べ、現場に取材に行き、論理的な思考とディスカッションを重ねて、論文を書き上げる。この一連の流れを通じて、社会への幅広い視点と問題解決能力が養われる。中学1年生と2年生は学期ごとに1本ずつ、中学3年生では集大成として卒業論文(15,000〜20,000字程度)を執筆する。
PA（プロジェクト・アドベンチャー）
グループで困難を解決しながら、人間関係を構築し自己研鑽を積む。中学1年生の春に日帰りで、中学2年生の春には1泊2日で、ともに「高尾の森わくわくビレッジ」で実施される。
DE（ドラマ・エデュケーション）
演劇を通じて、登場人物の身になって想像力を働かせ、多様な価値観のなかで仲間と協働することを学ぶ。主に中学生の授業内で行われる。
KSプロジェクト
校内での教科学習の枠にとらわれない、希望制の総合学習。多様なテーマのもと、生徒が学びの主体となって、知的好奇心を充足させる。教員の補佐を受けながら、半年間かけて一つの研究に取り組んだり、フィールドワークに出かけたり、協賛企業と連携して企画を推進したりする。
IT教育
全生徒がMacBook Airを携行するほか、各教室にプロジェクターやWi-fiを備え、多様な授業形式に対応できるようにしている。また中学1年からの4年間にわたるIT教育のカリキュラムが、情報や技術の授業内で新たに設定され、基本スキルから動画編集、プログラミングなどを段階的に学習していく。

## 部活動

### 運動部
- 軟式野球部(中学)
- 硬式野球部(高校)
- サッカー部
- アメリカンフットボール部(高校)
- ラクロス部(高校)
- 陸上競技部
- 硬式テニス部
- バスケットボール部
- バレーボール部(高校)
- ハンドボール部(高校)
- バドミントン部
- 卓球部
- 水泳部
- 剣道部
- 柔道部
- 弓道部
- 山岳部(高校)

### 文化部
- 物理部
- 生物部
- 化学部
- 地学部
- 美術部
- 鉄道研究会
- コンピュータ部
- 吹奏楽団
- 弦楽部
- 合唱部(高校)
- 軽音楽部(高校)
- ギター部(高校)
- 演劇部(高校)
- 競技かるた部
- 芸能部
- 文芸部(高校)
- 将棋・囲碁部
- 模型部
- グローバル部
- クイズ研究部
- 航空研究部
- 数学部
- 写真部
- 地理歴史研究部
- アニメ漫画研究会(高校)

（2024年４月現在、出典）

## 関連人物・関連組織

### 関連団体
- 海原会（うなばらかい） - 1921年発足。海城学園の同窓会組織で、徳光和夫が会長を務めている。（2025年4月現在）
- 海城中学・高等学校PTA - 1948年発足。会員資格は、在校生の父母と海城学園の教職員。
- 海城中学・高等学校後援会 - 2007年発足。会員資格は、在校生の父母と海城学園の教職員、海城学園の教職員OB、卒業生、卒業生の父母、学校理念に賛同する個人と法人。

### 関連校
- 新モンゴル学園 - 本校の学術交流協定校。2000年にモンゴル初の日本式高等学校として設立。
- セントジョンズベリーアカデミー - 本校の兄弟校。アメリカバーモント州に所在する全寮制寄宿学校。
- 那須高原海城中学校・高等学校 - 本校の系列校。海城学園創立100周年記念事業の一環として、1996年開校。東日本大震災の影響により、2017年閉校。